# Roptrocerus qinlingensis
Roptrocerus qinlingensis är en stekelart som beskrevs av Yang 1987. Roptrocerus qinlingensis ingår i släktet Roptrocerus och familjen puppglanssteklar. Inga underarter finns listade i Catalogue of Life.